# Jangczuanozaur
Jangczuanozaur (Yangchuanosaurus) – rodzaj dinozaura z rodziny sinraptorów, umieszczanej w nadrodzinie allozauroidów. Wyróżnia się 2 lub 3 gatunki, mierzące 8 i 7 m długości, przez pewien czas w rodzaju tym umieszczano jeszcze gatunek zaliczany obecnie do pokrewnego sinraptora. Zwierzę miało potężną czaszkę o dwóch parach okien przedoczodołowych, liczne zęby. Miednica cechowała się między innymi dużym otworem zasłonionym. Kość piszczelowa nieznacznie tylko ustępowała rozmiarami kości udowej. Kończyny przednie były znacznie mniejsze od tylnych. Dinozaur żył w jurze późnej na terenie dzisiejszej chińskiej prowincji Syczuan, od powiatu której bierze on swą nazwę rodzajową. Wchodzi w skład tzw. zespołu fauny mamenchizaura, występującej w skałach formacji Shaximiao. Wymieniony rodzaj zauropoda mógł stanowić jego pożywienie.

## Morfologia
Teropod ten mierzył 8 m długości, biorąc pod uwagę gatunek typowy. Y. shangyouensis osiągał 7 m długości. Zwierzę mogło wedle innych źródeł osiągać 10,8 m długości, a ważyło 3,4 tony.

### Czaszka

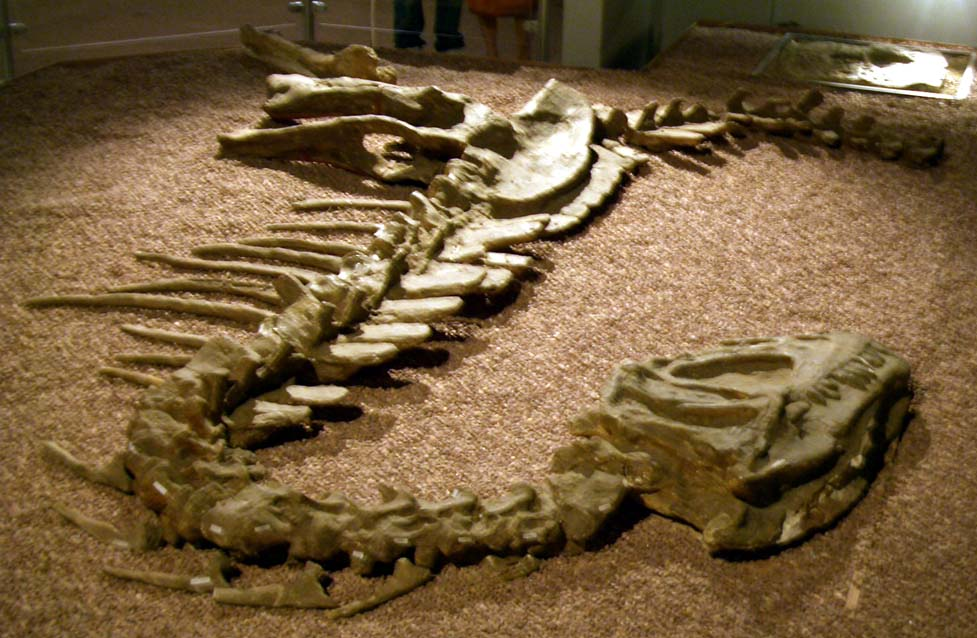
Y. shangyouensis w Hong Kong Science Museum

Dinozaur posiadał typową dla karnozaurów dużą, masywną czaszkę. Długość zbadanej czaszki typowego osobnika wyniosła 82 cm, jej wysokość natomiast 50 cm. W przypadku Y. magnus wymiary te wyniosły odpowiednio 111 i 65 cm. Doliczono się w niej sześciu par otworów, w tym aż dwóch par okien przedoczodołowych. Obie przyjmowały kształt trójkątny, ale różniły się wielkością. Duży otwór zdobił też tylną część żuchwy. Potężna kość przedczołowa nosiła grzebień nadoczodołowy. Jej dwa wyrostki zmierzały w kierunku pierwszego otworu przedoczodołowego. Podobnie kość ciemieniowa była dobrze rozwinięta, wysoka. Łączyła się z długą kością czołową, noszącą grzebień węższy, niż allozaurowy. Służył on prawdopodobnie za przyczep dla mięśni i kierował się w kierunku kości nosowej. Kość nosowa, odgraniczająca od strony przednio-grzbietowej dół przedoczodołowy, o gładkiej powierzchni u gatunku opisanego wcześniej mierzyła 35,5 cm, będąc węższa, niż u allozaura czy ceratozaura. W porównaniu ze swymi odpowiednikami należącymi do tych rodzajów leżała też dość płasko, zdobiły ją jednak wydłużone parzyste ornamenty sugerujące, że za życia pokrywał ją cienki twór z keratyny. Rozwidla się ona w kierunku tylnym, gdzie kontaktuje się z kośćmi czołową i łzową, noszącą niewielką wypukłość, jak u abelizaura, monolofozaura czy sinraptora. Oczodół Y. shangyunensis, pośredni pomiędzy okrągłym i zwężonym, był wydłużony pionowo. Podobne spotyka się u Alioramus remotus, Ceratosaurus nasicornis i Torvosaurus tanneri. Tylną krawędź wyrostka przedoczodołowego cechowało zaokrąglenie. Wyrostek jarzmowy mierzył 27 cm. Kość łuskowa przybierała kształt krzyża, kość kwadratowa zaś względnie długa, na swym brzusznym brzegu nosiła okrągłą powierzchnię stawową.
Teropod posiadał dobrze rozwinięte podniebienie wtórne, z czego wynika, że mógł oddychać z paszczą zanurzoną w wodzie.
Chropowata po stronie bocznej powierzchnia kości szczękowej, największej z kości czaszki, mierzącej u holotypu aż 78 cm, o trzonie wyższym niż dłuższym, posiadała jedno lub dwa zagłębienia, a także liczne otwory odżywcze. Układały się one w dwa rzędy. Grzbietowy obejmował 18 otworów ułożonych równolegle z linią zębów. Spodni liczył 12 otworów. Prócz tego występowało jeszcze od 7 do 8 otworów rozłożonych nieregularnie. Kość ta liczyła sobie u Y. shangyouensis 50 cm wysokości, podczas gdy leżąca do przodu od niej kość przedszczękowa jedynie 12 cm. Nozdrza i zęby dzieliło 8,5 cm. Kość stawowa posiadała dobrze rozwinięte powierzchnie stawowe, łączyła się z kłykciami kości kwadratowej. W przypadku Y. magnus kość szczękowa mierzyła 117 cm. Masywna żuchwa mierzyła 56 cm. Opisano też jego kość podniebienną, czego nie zdołano zrobić w przypadku gatunku typowego. Ta gruba, długa kość rozdwajała się w tylnej części, zmierzając w stronę kości jarzmowej. Jej zaokrąglony tylny brzeg mógł tworzyć nozdrza wewnętrzne.
Zęby przedszczękowe były lekko zaokrąglone w przekroju. U Y. magnus mierzyły 5 na 1,5 cm. Trzeci z nich odznaczał się u tego gatunku solidną budową i bardziej okrągłym przekrojem, czwarty osiąga jedynie 4 cm, jest za to bardzo ostry. Zęby te nieco przypominały spotykane u ssaków siekacze. Potężne, spłaszczone bocznie zęby żuchwy i kości szczękowej zakrzywiały się w kierunku tylnym. Wykazywały ząbkowanie (na 1 cm przypadały 24 ząbki). Przypominały megalozaurze zęby. Na kość przedszczękową przypadały 4 zęby, na szczękową − od 10 do 14, na żuchwę − 14-15. Oba gatunki nie różniły się ilością zębów. U Y. magnus rozmiary zębów zmniejszały się ku tyłowi, począwszy od ósmego zęba kości szczękowej. Poprzedzający go ząb siódmy miał liczący 10,3 cm korzeń oraz mierzącą 7,5 cm koronę.

### Kręgosłup i obręcz miedniczna

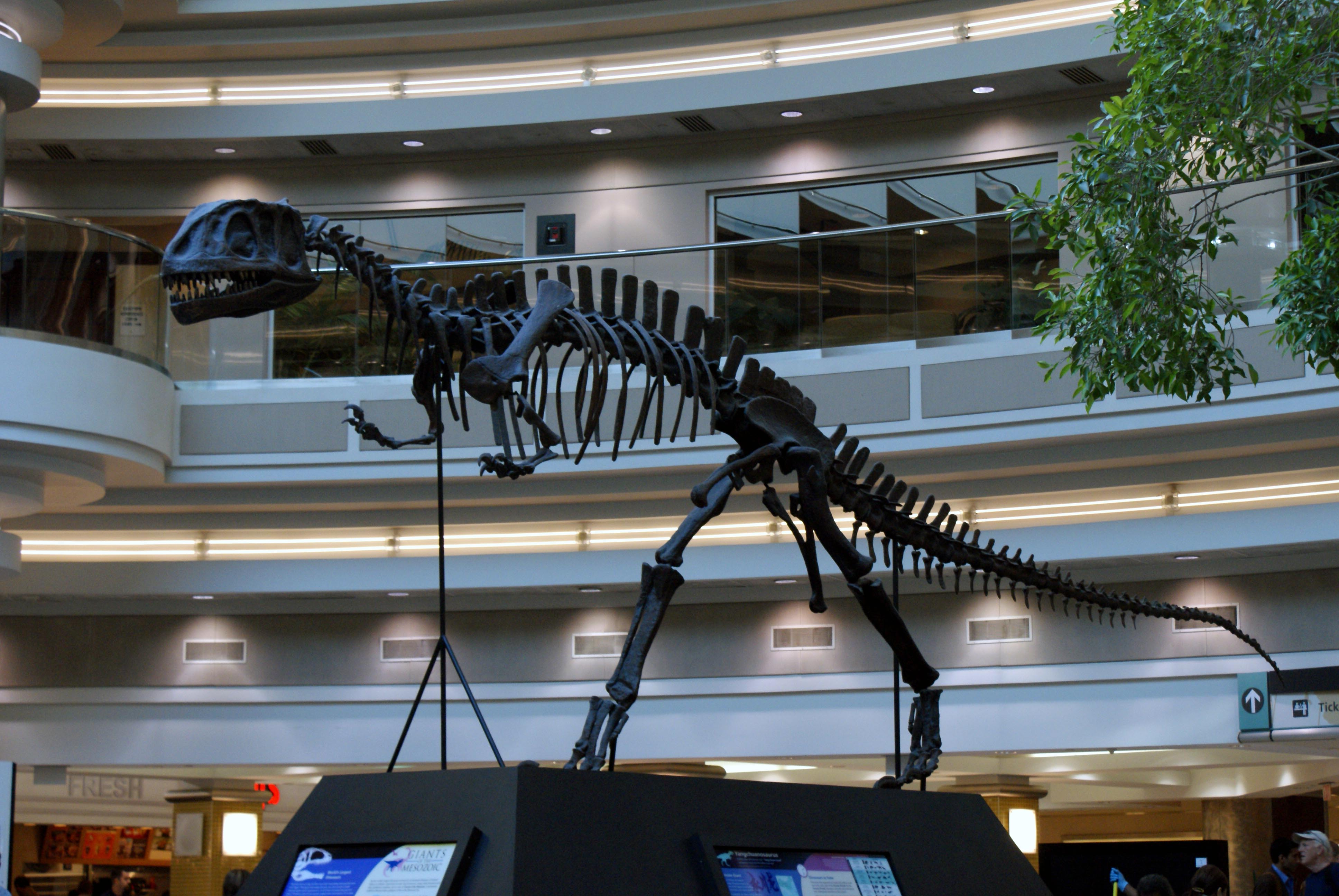
Replika szkieletu

Względnie krótką szyję podtrzymywało 10 kręgów szyjnych o opadających bokach, wklęsłym końcu tylnym i wypukłym przednim. Obrotnik przypominał spotykany u allozaura i okazu CV 00214 (pierwotnie zaliczanego do rodzaju Szechuanosaurus; patrz jednak uwagi na temat jego przynależności rodzajowej i gatunkowej w sekcji "Systematyka i odkrycia"). U tych rodzajów jego łuk był umiarkowanej wysokości, z kolcem odchodzącym w tył od przedniego brzegu. U Y. magnus jego długość i wysokość wynosiły odpowiednio 11,5 oraz 24 cm. Z kolei trzon C3 był u tego gatunku krótki, z solidnymi przednimi wyrostkami stawowymi i mniejszymi od nich tylnymi. W holotypowym szkielecie tego gatunku zwracał uwagę dobrze zachowany tyłowklęsły (opistoceliczny) kręg 10. o grubym i krótkim trzonie. Różniły się od nich kręgi grzbietowe, o obu końcach płaskich i płytkowatym wyrostku kolczystym. Dinozaur miał ich 13 niezależnie od gatunku, aczkolwiek liczbę tych kręgów u Y. magnus, u którego w przypadku holotypu zachowało się ich sześć, oszacowano dzięki porównaniom z pierwszym gatunkiem. Dwa pierwsze u Y. shangyouensis przypominały dwa ostatnie kręgi szyjne. Trzon drugiego kręgu u Y. magnus opisuje się jako spłaszczony, opistoceliczny, wąski po stronie brzusznej, skrócony w kierunku przednio-tylnym. Jego powierzchnia brzuszna nosiła spłaszczony bocznie kil. Nie występowały komory powietrzne. Łuk kręgu był wysoki, a wyrostek kolczysty, skrócony w kierunku przednio-tylnym, niemal kwadratowy, nieco ukośny. Następne 3 u gatunku typowego charakteryzowały się wydłużonymi trzonami, gładkimi bokami i wyrostkami kolczystymi (te ostatnie były spłaszczone), szorstkimi powierzchniami stawowymi i wznoszącymi się stromo łukami. Nie doszukano się w nich komór powietrznych. Kolejna trójka kręgów osiągała z kolei największą długość sięgającą 13 cm. Maksymalna wysokość kręgu wynosiła 36 cm, 18 cm przypadało na wyrostek kolczysty. Kręgi te cechowały większe spłaszczenie boczne i szorstkość brzegów. Następne, dystalne kręgi grzbietowe nie wykazywały względem nich wielkich różnic.
Z kolei 5 znajdujących się za grzbietowymi kręgów odcinka krzyżowego, nie przypominających kręgów teropodów porównywanych z jangczuanozaurem (allozaur, tyranozaur, ceratozaur), zrastało się w pojedynczą kość. W przypadku gatunku Y. shangyouensis piąty wyrostek kolczysty tego odcinka nasuwał skojarzenie z częścią szyjną kręgosłupa. Pierwsze 5 kręgów krzyżowych opisywano jako ciężkie, potężne, amficeliczne, wyższe, niż dłuższe (osiągają wysokość maksymalnie 22,6 cm). Ich proste i wysokie wyrostki kolczyste oglądane z boku przypominają kształtem język. Z kolei u Y. magnus tylko wyrostek kolczysty pierwszego kręgu, największego (długość trzonu 14,5 cm) i przypominającego jeszcze kręgi odcinka grzbietowego, nie łączył się z innymi; kolejne cztery, znacznie lepiej rozwinięte od pierwszego, zrastały się w jedną płytkę kostną. Same trzony są dość cienkie. Przedostatni (czwarty) osiąga najmniejszą długość 11,1 cm. Ostatni z kręgów tego odcinka, o trzonie mierzącym 12 cm, wyróżniał się redukcją z tyłu oraz płaską powierzchnią stawową. Następne kręgi ustępowały tym w wysokości (u Y. magnus 45–50 cm), były bardziej tubularne, cechując się płytszymi powierzchniami stawowymi. Holotyp Y. magnus liczył sobie 8 kręgów ogonowych o wysokich wyrostkach kolczystych (27–29 cm).
Miednica obu gatunków nie przedstawiała większych różnic, nie licząc większych rozmiarów u później opisanego. U gatunku typowego żebra krzyżowe łączyły kość krzyżową z biodrowymi. Na przednio-grzbietowym brzegu panewki biegł półksiężycowaty grzebień. U Y. magnus kość ta charakteryzuje się dwiema wydłużonymi kresami: przedpanewkową i zapanewkową, a tylny brzeg panewki tworzyła częściowo krawędź kostna kierująca się w stronę kości biodrowej. Z kolei podłużny rowek biegnący brzusznie wzdłuż wyrostka zapanewkowego przypominał występujący u okazu CV 00214. Kość łonowa zrastała się z tylnym końcem kości kulszowej. Kość biodrowa leżała nisko, była wydłużona. Zwracał uwagę duży, mierzący 9,2 cm otwór zasłoniony, który od strony brzusznej zamykał bardzo cienka blaszka kostna. Wyrostek zasłonowy (obturator process) nie występował. Panewka stawu biodrowego położona była przyśrodkowo, w otoczeniu grzebieni przed i za nimi. Ułożenie kości udowej, tworzącej kąt 90°, stanowiło przystosowanie do dwunożności.

### Kończyny
Łopatkę określa się jako małą i wąską. Kość ramienna holotypu była płaska, pogrubiała pośrodku i cienka na końcach.
Dolna kończyna była wydłużona. Kość udowa, mierząca u holotypu około 85 cm długości (przy średnicy przednio-tylnej 9,6 cm u tego gatunku; u Yangchuanosaurus magnus osiągała długość 120 cm) i zakrzywiona w wymiarze przednio-tylnym, nieznacznie przekraczała długością piszczel, mierzącą u tego samego osobnika 4,5 cm mniej. Krętarz mniejszy, oddzielony od głowy rzeczonej kości głęboką bruzdą, miał kształt spłaszczonej ostrogi. Od strony grzbietowo-przyśrodkowej kość nosiła krętarz czwarty i przybierający formę zaostrzonego grzebienia. Oba krętarze rozwinęły się dobrze, a ich grube powierzchnie stanowiły wydatne miejsca przyczepu dla mięśni. Femur kończyło się wydatnymi kłykciami, przedzielonymi głębokim zagłębieniem. Wysmukła strzałka o nieregularnym zakończeniu nie dorównywała długością solidnie zbudowanej piszczeli, płaskiej i cienkiej na końcu dalszym. Strzałka łączyła się silnie z kością piętową. Kość skokowa, również nieregularnego kształtu, i kość piętowa, niewielka, choć regularna w kształcie, nieco dłuższa od poprzednio wymienionej, uległy połączeniu.

## Systematyka i odkrycia
W czerwcu 1977 w miejscu budowy tamy w powiecie Yongchuan (ob. dzielnica Chongqingu) w chińskiej prowincji Syczuan napotkano spoczywający w ciemnoczerwonych mułowcach prawie kompletny dobrze zachowany szkielet teropoda. Nigdy wcześniej nie znaleziono w Chinach prawie kompletnego kośćca dinozaura. Brakowało mu tylko przednich łap i części ogona. Otaczające go skały wchodziły w skład formacji Shaximiao, należąc do środkowo-górnej jej części. Kości zachowały pozycje zajmowane za życia. Odkrycia szkieletu dokonał Zhang Yihong z Muzeum Historii Naturalnej w Chongqingu. Dong, Chang i Zhou opisali go jako Yangchuanosaurus shangyouensis. Nazwa rodzajowa i epitet gatunkowy odnoszą się do miejsca znalezienia jego szczątków. Szkielet zmontowano, brakujące fragmenty ręki i stopy rekonstruując na podstawie okazu CV 00214, dystalnej części ogona nie zrekonstruowano.
Biorąc pod uwagę budowę czaszki i występujących w niej otworów oraz położenie kości biodrowej, sklasyfikowano jangczuanozaura w posiadającej rangę infrarzędu grupie karnozaurów, włączając go do rodziny megalozaurów. Grupa ta pełniła funkcję "worka na śmieci" − umieszczano w niej rodzaje, których klasyfikacja nastręczała trudności, nie pasujące do innych grup. Wydaje się jednak, że chiński drapieżnik przypomina megalozaura. Odnaleziono podobieństwa m.in. w budowie kości szczękowej i uzębieniu. Z drugiej strony Megalosaurus charakteryzował się tylko pojedynczą parą okien przedoczodołowych. Co więcej, jego otwór w żuchwie nie dorównywał jangczuanozaurowemu wielkością.
Kolejny gatunek (Y. magnus) opisali w 1983 Dong, Zhou i Zhang.
W lutym 1985 farmerzy z Heping znaleźli kilka kręgów szyjnych, co zaowocowało wyprawą paleontologów, podczas której Gao Juhui, Zhu Shida, Huang Daxi i Jun Jichuan znaleźli wśród purpurowoczerwonych mułowców górnej formacji Shaximiao kompletny szkielet teropoda. W 1992 Gao Juhui z Muzeum Dinozaurów w Zigong opisał trzeci gatunek, nadając mu nazwę Y. hepingensis. Zaliczył go do rodziny megalozaurów w obrębie nadrodziny karnozaurów. Nowo odkryty dinozaur osiągał 8 m długości i cechował się potężną czaszką, której długość w stosunku do kręgów przedkrzyżowych wynosiła 41%, czyli o 10 punktów procentowych więcej, niż u Y. shangyouensis. Różnice dotyczyły także obu par otworów przedoczodołowych, nie przyjmujących tutaj trójkątnego kształtu, zębów i kości zębowej, większej o 1 liczby kręgów grzbietowych, miednicy i kości biodrowej. Od Y. magnus różniły go też pewne cechy szczęki.
Chińsko-kanadyjska ekspedycja odkryła w 1987 duży szkielet późnojurajskiego teropoda z formacji Shishugou, reprezentujący nieznany wcześniej gatunek Sinraptor dongi. Spośród opisanych wcześniej gadziomiednicznych wykazywał on największe podobieństwo do jangczuanozaura właśnie, choć dostrzeżono pewne różnice w wymiarach czaszki. Okazało się później, że jeden z gatunków sinraptora, opisany powyżej, błędnie nazywano "Yangchuanosaurus" hepingensis. Tak więc w rodzaju Yangchuanosaurus pozostawiono tylko dwa gatunki.
Metriakantozaur, teropod opisany w 1964 przez Walkera, przypominał jangczuanozaura do tego stopnia, że w 1988 Paul uznał oba rodzaje za synonimiczne. Jednakże inni specjaliści nie podzielili jego poglądu.
Carrano, Benson i Sampson (2012) uznali Y. magnus za młodszy synonim Y. shangyouensis, stwierdzając, że różnice w budowie szkieletów tych dwóch gatunków można wytłumaczyć zmiennością wewnątrzgatunkową lub zmianami w budowie kości zachodzącymi w toku ontogenezy. Z przeprowadzonej przez Carrano i współpracowników analizy kladystycznej wynika bliskie pokrewieństwo Y. shangyouensis z gatunkiem "Szechuanosaurus" zigongensis, znanym z okazu holotypowego (niekompletnego szkieletu pozaczaszkowego ZDM 9011), lewej kości szczękowej, dwóch zębów i prawej kończyny tylnej odkrytych w osadach formacji Xiashaximiao w chińskiej prowincji Syczuan. Ponieważ gatunek typowy rodzaju Szechuanosaurus, S. campi, jest znany tylko z czterech zębów, stanowi on nomen dubium i nie można potwierdzić jego bliskiego pokrewieństwa z "S." zigongensis; Carrano i współpracownicy przenieśli więc "S." zigongensis do rodzaju Yangchuanosaurus. Przedstawicielem tego rodzaju jest też okaz CV 00214, niekompletny szkielet pozaczaszkowy odkryty w osadach formacji Shangshaximiao w Syczuanie (pierwotnie uznany za przedstawiciela gatunku Szechuanosaurus campi, jednak nie można potwierdzić jego przynależności do tego gatunku, gdyż zachowane razem z tym okazem zęby najprawdopodobniej należały do innego teropoda; tym samym brakuje zębów CV 00214, które umożliwiłyby porównania z S. campi). Z przeprowadzonej przez Carrano i współpracowników analizy kladystycznej wynika, że CV 00214 jest taksonem siostrzanym do Y. shangyouensis, a z kolei taksonem siostrzanym do obejmującego je kladu jest Y. zigongensis. Wynika z tego, że wbrew wcześniejszym sugestiom CV 00214 i okazy zaliczone do Y. zigongensis nie należą do tego samego gatunku; Carrano, Benson i Sampson zaliczają CV 00214 do gatunku Y. shangyouensis. Analiza Carrano i współpracowników potwierdziła natomiast przynależność "Yangchuanosaurus" hepingensis do rodzaju Sinraptor.
Jangczuanozaura i sinraptora wydzielono w osobną rodzinę sinraptorów (Sinraptoridae) (być może młodszy synonim rodziny Metriacanthosauridae), blisko spokrewnioną z allozaurami czy karcharodontozaurami. Cały czas można jednak spotkać źródła pozostające przy starszej wersji systematyki. Rodziny allozaurów i sinraptorów wchodzą w skład nadrodziny allozauroidów (Allosauroidea), zawiera ona też takie rodzaje jak karcharodontozaur czy akrokantozaur.

## Paleoekologia
Formacja Shaximiao obejmuje dwa różne zespoły faunistyczne. Zespół faunistyczny Mamenchisaurus, obejmujący m.in. janczuanozaura, porównuje się do wschodnioafrykańskiego zespołu z Tendaguru. Do omawianego chińskiego zespołu zalicza się oprócz wspomnianego teropoda długoszyjego zauropoda mamenchizaura, stegozaury i ornitopody. Prócz wymienionych dinozaurów należą tu żółwie Plesiochelyidae i ryby Ceratodus. Obejmuje on następujące gatunki:
- sinraptory: Yangchuanosaurus shangyouensis i Y. magnus[18][17], Sinraptor hepingensis[17]
- inne teropody: Chienkosaurus ceratosauroides[17], Sinocoelurus fragilis[17]
- mamenchizaury: Mamenchisaurus hochuanensis, M. constructus[18][17], M. anyueensis, M. jingyanensis, M. younhi i M. fuxiensis[17], Omeisaurus junghsiensis[18], O. changshounsis[18][17], O. fuxiensis i O. maoi[17]
- brachiozaury: Daanosaurus zhangi[17]
- stegozaury: Chialingosaurus kauni[18], Chungkingosaurus jiangbeiensis, Gigantspinosaurus sichuanensis[17], Tuojiangosaurus multispinus[18]
- hipsylofodonty: Yandusaurus hongheensis[17]
- fabrozaury: Gongbusaurus shyii[17]
- Teleosauridae: Peipehsuchus teleorhinus[17]
- Hsisosuchidae: Hsisosuchus chungkingensis[18] i H. chowi[17]
- Protosuchia: Sichuanosuchus huidongensis[17]
- żółwie: Chengyuchelys baenoides[17], Plesiochelys chungkingensis, P. radiplicatus[18], P. latimarginalis, P. jimgyensis, P. kwangensis, P. tatsuensis i P. zigongensis, Sinospideretes wimani[17], Tienfuchelys tzuyangensis[18][17], Yanduchelys delicatus[17]
- ssaki: Shunotherium dongi[17]
- ryby z nadgromady Osteichthyes: Ceratodus[18] minor i C. zigonensis, Chungkingichthys tachuensis[17]
- Tritylodontidae: Bienotheroides wansiensis[17]

Zespołowi faunistycznemu mamenchizaura towarzyszyła flora zespołu Coniopteris-Phoenicopsis.
Wydaje się też, że mierzący 25 m długości Mamenchisaurus jingyanensis mógł stanowić pokarm dla Y. shangyouensis. Psychologia ewolucyjna spekuluje, że być może nawet ten ostatni potrafił zaplanować atak.